# العلاقات الساموية المدغشقرية
العلاقات الساموية المدغشقرية هي العلاقات الثنائية التي تجمع بين ساموا ومدغشقر.

## مقارنة بين البلدين
هذه مقارنة عامة ومرجعية للدولتين:
| وجه المقارنة                                              | ساموا                        | مدغشقر                      |
| --------------------------------------------------------- | ---------------------------- | --------------------------- |
| المساحة (كم2)                                             | 2.84 ألف                     | 587.04 ألف                  |
| عدد السكان (نسمة)                                         | 196.44 ألف                   | 25.57 مليون                 |
| الكثافة السكانية (ن./كم²)                                 | 69.17                        | 43.56                       |
| العاصمة                                                   | أبيا                         | أنتاناناريفو                |
| اللغة الرسمية                                             | لغة إنجليزية، اللغة الساموية | اللغة الملغاشية، لغة فرنسية |
| العملة                                                    | تالا ساموي                   | أرياري مدغشقري              |
| الناتج المحلي الإجمالي (بليون دولار)                      | 856.63 مليون                 | 11.50 مليار                 |
| الناتج المحلي الإجمالي (تعادل القوة الشرائية) بليون دولار | 1.15 مليار                   | 35.51 مليار                 |
| الناتج المحلي الإجمالي الاسمي للفرد دولار أمريكي          | 3.94 ألف                     | 401                         |
| الناتج المحلي الإجمالي للفرد دولار أمريكي                 | 5.79 ألف                     | 1.44 ألف                    |
| مؤشر التنمية البشرية                                      | 0.702                        | 0.510                       |
| رمز المكالمات الدولي                                      | +685                         | +261                        |
| رمز الإنترنت                                              | .ws                          | .mg                         |
| المنطقة الزمنية                                           | ت ع م+13:00                  | ت ع م+03:00                 |

## منظمات دولية مشتركة
يشترك البلدان في عضوية مجموعة من المنظمات الدولية، منها:
| علم المنظمة | اسم المنظمة                                                | تاريخ انضمام ساموا | تاريخ انضمام مدغشقر |
| ----------- | ---------------------------------------------------------- | ------------------ | ------------------- |
|             | وكالة ضمان الاستثمار متعدد الأطراف                         | 27 سبتمبر 2002     | 8 يونيو 1988        |
|             | منظمة الشرطة الجنائية الدولية                              | ?                  | ?                   |
|             | مجموعة دول أفريقيا والكاريبي والمحيط الهادئ                | ?                  | ?                   |
|             | منظمة حظر الأسلحة الكيميائية                               | ?                  | ?                   |
|             | منظمة التجارة العالمية                                     | ?                  | ?                   |
|             | الأمم المتحدة                                              | 15 ديسمبر 1976     | 20 سبتمبر 1960      |
|             | العملية المشتركة للاتحاد الأفريقي والأمم المتحدة في دارفور | ?                  | ?                   |
|             | مؤسسة التمويل الدولية                                      | 28 يونيو 1974      | 27 سبتمبر 1963      |
|             | يونسكو                                                     | 3 أبريل 1981       | 10 نوفمبر 1960      |
|             | مؤسسة التنمية الدولية                                      | 28 يونيو 1974      | 25 سبتمبر 1963      |
|             | البنك الدولي للإنشاء والتعمير                              | 28 يونيو 1974      | 25 سبتمبر 1963      |
|             | المركز الدولي لتسوية المنازعات الاستشارية                  | 25 مايو 1978       | 14 أكتوبر 1966      |
|             | الاتحاد البريدي العالمي                                    | ?                  | ?                   |
|             | الاتحاد الدولي للاتصالات                                   | 7 أكتوبر 1988      | 11 مايو 1961        |